# Lago di Monterosi
Lago di Monterosi este o arie protejată (arie specială de conservare — SAC, sit de importanță comunitară — SCI) din Italia întinsă pe o suprafață de 51 ha, integral pe uscat.

## Localizare
Centrul sitului Lago di Monterosi este situat la coordonatele 42°12′20″N 12°18′03″E / 42.205556°N 12.300833°E.

## Înființare
Situl Lago di Monterosi a fost declarat sit de importanță comunitară în iunie 1995 pentru a proteja 4 specii de animale. Situl a fost protejat și ca arie specială de conservare în decembrie 2016.

## Biodiversitate
Situată în ecoregiunea mediteraneană, aria protejată conține 1 habitat natural: Lacuri eutrofice naturale cu vegetație de tip Magnopotamion sau Hydrocharition.
La baza desemnării sitului se află mai multe specii protejate:
- păsări (3): pescăruș albastru (Alcedo atthis), egretă mică (Egretta garzetta), stârc pitic (Ixobrychus minutus)
- amfibieni (1): Triturus carnifex

Pe lângă speciile protejate, pe teritoriul sitului au mai fost identificate 2 specii de plante.